# Володко, Ирина Николаевна
Ирина Николаевна Володко (в девичестве — Кулешова, род. 16 февраля 1908; Краснодар, Российская империя — 10 декабря 1988; Москва, РСФСР, СССР) — советская киноактриса.

Широкую популярность получила после активных киносъёмок в середине 1920-х годов и всего десятилетия 1930-х годов.

## Биография
Родилась 16 февраля 1908 года в Краснодаре, в полноценной дворянской многодетной семье. Мать — Екатерина Фёдоровна, отец — Николай Кулешов.
Училась в Гимназии. По завершении учёбы в 1923 году поступила в Кубанский художественный техникум, где научилась рисовать. Её работы участвовали в выставках. Там же познакомилась с художником Владимиром Володко и вскоре обвенчалась с ним в свои юношеские годы, после чего родители дали им благословение и они вместе покинули город (позже развелись). В конце 1920-х годов был роман с писателем Борисом Пильняком, который продолжился несколько лет. В середине 1950-х годов ингушского  писателя Идриса Базоркина и Володко сближают личные трагедии, у него умирает жена, у Ирины муж. После знакомства в больнице  они женятся по исламскому закону.  Аза Базоркина, дочь писателя от первого брака, в  книге "Воспоминания об отце" подробно рассказывает о своих непростых взаимоотношениях с четвертой супругой отца, историю их знакомства и совместной жизни.
В своё время Володко работала художником в «Новой вечерней газете», по вечерам занималась в танцевально-театральной студии, а в один из моментов ей поступает предложение по поводу съёмок в кинематографии и Володко соглашается. Первыми пробными работами были эпизоды в фильмах «Наполеон-газ» (1925) и «Мисс Менд» (1926). Последней работой стал фильм «Иван Грозный», где артистка сыграла даму при дворе Сигизмунда в 1945 году, после чего завершила кинематографическую карьеру и начала работать художником в Художественном фонде Москвы, позже стала работать и подрабатывать в других различных сферах деятельности.
В 1977 году Союз кинематографистов СССР помог артистке с жильём, выделив квартиру в Доме ветеранов кино, где Володко доживала последние годы жизни.
Ушла из жизни 10 февраля 1988 года в Москве. Впоследствии урну с прахом подхронили к её сестре на Славянское кладбище города Краснодара.

## Фильмография
- 1925 — Наполеон-газ — участие
- 1926 — Мисс Менд — участие
- 1927 — Поэт и царь — Наталья Гончарова (главная роль)
- 1928 — Ася — Полина Виардо
- 1928 — Седьмой спутник — участие
- 1928 — Сын рыбака — графиня Шувалова
- 1928 — Третья жена муллы — участие
- 1929 — Человек с портфелем — Ксения Гранатова
- 1930 — Кавказский пленник — участие
- 1930 — Лицом к лицу — жена Тася
- 1931 — Её право — Таджи, жена Касыма
- 1932 — Город в степи — жена Полынова
- 1932 — Просперити — Виола Трасси
- 1934 — Хрустальный дворец — Рита (главная роль)
- 1935 — Песни Украины — участие (главная роль)
- 1935 — Строгий юноша — Ольга
- 1940 — Майская ночь — участие
- 1945 — Иван Грозный — дама при дворе Сигизмунда

## Память
- В 2018 году была открыта мемориальная доска в честь Ирины Володко в Краснодаре. Мемориальная доска установлена по адресу улицы Коммунаров, 58, где некоторое время проживала актриса[5].

## Издательства
- «Раба синема» (Елена Лубенец) / «Российская газета-Неделя» — Кубань-Кавказ № 4833 от 22 января 2009 г.